# Pfarrkirche Margarethen am Moos

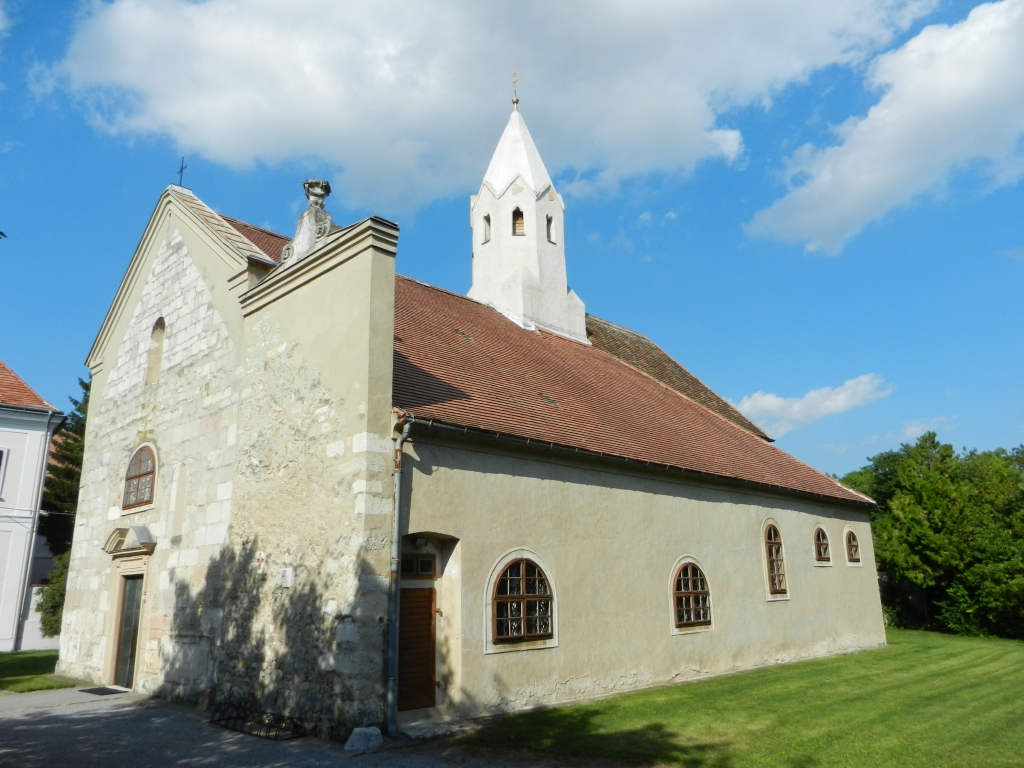
Katholische Pfarrkirche hl. Margareta in Margarethen am Moos

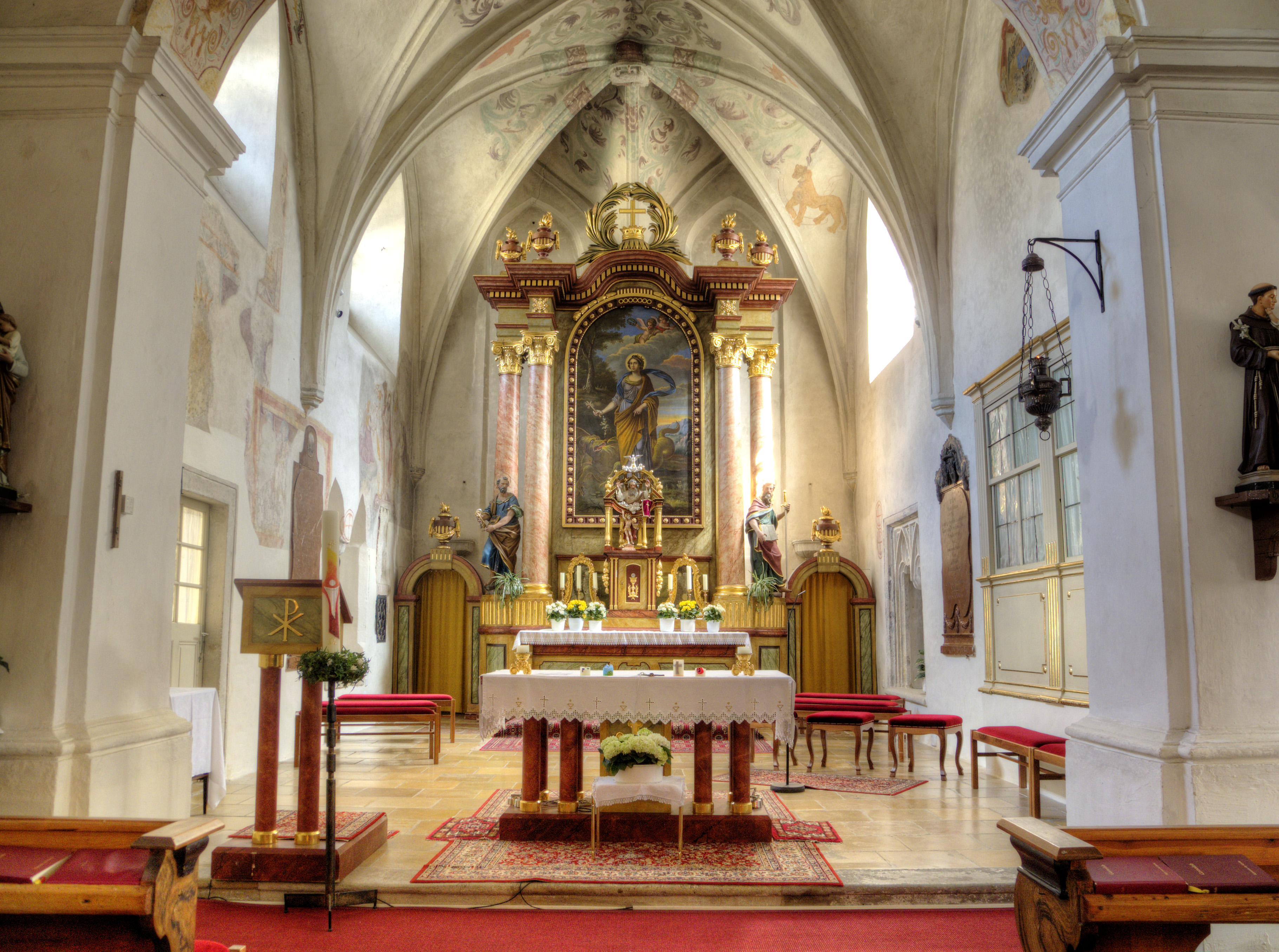
Chor mit Hochaltar

Die Pfarrkirche Margarethen am Moos steht im Ort Margarethen am Moos in der Marktgemeinde Enzersdorf an der Fischa im Bezirk Bruck an der Leitha in Niederösterreich. Die dem Patrozinium Margareta von Antiochia unterstellte römisch-katholische Pfarrkirche gehört zum Dekanat Bruck an der Leitha im Vikariat Unter dem Wienerwald der Erzdiözese Wien. Die Kirche steht unter Denkmalschutz (Listeneintrag).

## Geschichte
Der Kirchenbau aus der ersten Hälfte des 12. Jahrhunderts war wohl eine Eigenkirche einer Herrschaft und ging in der Mitte des 12. Jahrhunderts an das Bistum Passau und wurde 1233 eine passauische Eigenpfarre. 1745 ging die Pfarre an den Orden der Barnabiten, 1925 an den Orden der Salvatorianer.
Vom romanischen Kirchenbau aus dem 12. Jahrhundert wurde nördlich der Kirche das Chorquadrat ergraben. Die im Kern gotische Kirche wurde südseitig barockisierend seitenschiffartig erweitert. 1979/1980 wurde die Kirche restauriert, dabei wurden gotische und barocke Wandmalereien freigelegt und nördlich Baureste von Vorgängerbauten ergraben.

## Architektur
Die Kirche ist von einem Bauensemble umgeben, im Süden steht der romanische Karner, im Süden und Osten eine umfassende Bruchsteinmauer und im Norden das ehemalige Barnabitenkloster als Pfarrhof.

## Ausstattung
Der Hochaltar als Doppelsäulenaltar mit Opfergangsportalen entstand im Ende des 18. Jahrhunderts, er zeigt das Altarbild hl. Margarete und trägt die seitlichen Statuen Hll. Peter und Paul und über dem Tabernakel einen Aufsatz mit einem Relief Gottvater.
Die Orgel baute Carl Hesse 1873.